# Bősze György
Bősze György (Budapest, 1941. március 23. – Miskolc, 2015. december 26.) Déryné- és Aase-díjas magyar színész.

## Életpályája
1965-ben színészként diplomázott a Színház- és Filmművészeti Főiskolán, Békés András osztályában. Pályáját a Pécsi Nemzeti Színházban kezdte. 1974-től a Népszínház, 1984-től a Nemzeti Színház tagja volt. 1989-től a Veszprémi Petőfi Színház társulatához szerződött. 2001-től a Miskolci Nemzeti Színház művésze volt. 2010-ben Déryné-díjat, 2011-ben Aase-díjat kapott. 2015. június 4-én az Egy csók és más semmi című előadás főpróbáján a színpadon lett rosszul."Éppen egy fergeteges alakításon volt túl, táncolt, énekelt, a közönségtől nagy tapsot kapott, majd hirtelen rosszul lett a színpadon. A nézőtéren volt orvos, ő segítséget nyújtott, míg a mentők megérkeztek. Szabó Máté, a színház igazgatója pedig bejelentette, hogy nem tudják befejezni az előadást". Kulhanek szerepét a betegsége alatt Reviczky Gábor vette át. Utolsó bemutatóján Tyelegint alakította, Csehov: Ványa bácsi című művében. 2015. december 26-án hunyt el.

## Fontosabb színházi szerepei
- Heltai Jenő: Lumpáciusz Vagabundusz...Cérna
- Czakó Gábor: Disznójáték...Mangalica
- Molière: Gömböc úr...Brigella
- Molière: Dandin György...Lükeházy
- Balogh Elemér – Kerényi Imre – Rossa László: Csíksomlyói passió...Sátán
- Harold Pinter: Tájkép...férj
- Harold Pinter: A gondnok...Davies
- Bertolt Brecht: Egy fő, az egy fő...Polly Baker
- Henrik Ibsen: Peer Gynt..A "sovány"
- Friedrich Dürrenmatt: János király...Lord Salisbury; francia hírnök
- Paul Valéry: A léllek tánca...Phaidrosz
- Gosztonyi János: A festett király...Rosenspitz
- William Shakespeare: A velencei kalmár...Tubal
- William Shakespeare: V. Henrik...Grandpré; Warwick gróf
- William Shakespeare: Szentivánéji álom...Oberon; Theseus
- William Shakespeare: Lear király...Gloster gróf
- William Shakespeare: Hamlet...Hamlet atyja szelleme; színész; sírásó
- William Shakespeare: Vízkereszt vagy amit akartok...Nemes Keszeg András
- Katona József: Bánk bán...Egy udvornik
- Szörényi Levente – Bródy János: István, a király...Géza fejedelem
- Tamási Áron: Ördögölő Józsiás...Cinczár
- Tersánszky Józsi Jenő: Kakuk Marci...Sustik
- Eörsi István: Párbaj egy tisztáson...Schilling
- George Bernard Shaw: Szent Johanna...John de Stogumber
- Vándorfi László: Paraszt dekameron...Jézus; király; bíró; I. pap
- John Millington Synge: A nyugati világ bajnoka..Michael James Flaherty
- Molnár Ferenc: Liliom...Ficsúr
- Molnár Ferenc: Játék a kastélyban...lakáj
- Molnár Ferenc: Olympia...Albert
- Fjodor Mihajlovics Dosztojevszkij: Karamazovok...Karamazov; idegen
- Hervé: Nebáncsvirág...Roger Albertazzi
- Sütő András: Kalandozások Ihaj-Csuhajdiában...Halál
- Sütő András: Vigyorgó bűbánat...Hall
- Kovács Attila – Asztalos István: Börtönmusical...Byrd
- Petőfi Sándor: Tigris és hiéna...Sámson
- Bohumil Hrabal: Bambini di Prága...Krause; tánctanár
- Kálmán Imre: Csárdáskirálynő...Leopold herceg; Tonio Tonelli
- Eugene O’Neill: Utazás az éjszakába...James Tyron
- Eugène Ionesco: A kopasz énekesnő...Mr. Smith
- Gere István: Egérfogó...William Kempe
- Déry Tibor – Pós Sándor – Presser Gábor – Adamis Anna: Képzelt riport egy amerikai popfesztiválról...riporter
- Friedrich Schiller: Ármány és szerelem...Von Kalb
- Edward Albee: Nem félünk a farkastól...George
- Sławomir Mrożek: Tangó..Stomil
- Nyikolaj Vasziljevics Gogol: Egy őrült naplója...Popriscsin
- Anton Pavlovics Csehov: Három nővér...Csebutikin
- Hugh Paul Bigest: Dollármama...Selyem
- Johann Wolfgang von Goethe – Rupert J. Seidl: A patkány...Mefisztó

## Filmek, tv
- A pénzcsináló (1964)
- Karambol (1964)
- Antigoné (1965)
- A hosszú előszoba (1973)
- Plusz-mínusz egy nap (1973)
- A szerelem határai (1974)
- Trisztán (1975)
- Látástól vakulásig... (1980)
- Rettegés és ínség a harmadik birodalomban (1980)
- Liszt Ferenc (sorozat)

A jövő zenéje című rész (1982) ... Mangold
Otthon-haza című rész (1982) ... Mangold
- Az utolsó futam (1983)
- A béke hetedik napja (1983)
- Felhőjáték (1984)
- Napló gyermekeimnek (1984)
- Redl ezredes (1985)
- Első kétszáz évem (1986)
- Az ördög talizmánja (1987)
- Linda (sorozat)

Tüzes babák című rész (1989) ... Forgács László
- Vadon (1989)
- Semmelweis Ignácz – Az anyák megmentője (1989)
- Nem érsz a halálodig (1990)
- A szerelem (1991)...Halász Petár
- Angyalbőrben (sorozat)

Bakafácán című rész (1990)
Bőrtérkép című rész (1990)
Átkelés című rész  (1990)
Military-tours című rész  (1991)
Tank You című rész  (1991)
- Szatírvadászat a tölgyfaligetben (1992)
- Sorstalanság (2005) Gőz
- Coming out (2013)...Sanyi bácsi

## Díjak, elismerések
- Petőfi-díj (1989)
- Veszprém város díja
- Déryné-díj (2010)
- Aase-díj (2011)